# Мечеть Куба
Мечеть Куба (араб. مسجد قباء‎) — одна из старейших когда-либо построенных мечетей. Расположена неподалёку от священного для мусульман города Медины.

## Архитектура
Египетский архитектор, которому в XX веке было поручено построить большую мечеть, чтобы заменить старую мечеть, намеревался включить старую мечеть в проект, но она была срыта и на её месте возникла новая.
Новая мечеть состоит из прямоугольного молитвенного зала, поднятого на второй уровень. Молитвенный зал соединён с:
- жилыми областями,
- офисами,
- залом очищения,
- магазинами, и
- библиотекой

Шесть дополнительных входов есть по северной, восточной и западной сторонам фасада. Четыре минарета отмечают углы молитвенного зала.